# أسرى الكويت أثناء الغزو العراقي
أسرى الكويت اثناء الغزو العراقي هم من قام الجنود العراقيون أثناء الغزو العراقي للكويت عام 1990م بأسرهم. تم تأسيس جمعية أهالي الشهداء الأسرى والمفقودين الكويتية وذلك بعد الشعور بالحاجة الماسة لإدخال العمل الشعبي ضمن جهود دولة الكويت حكومة وبرلماناً في العمل لإطلاق الأسرى والمرتهنين والمحتجزين من الكويتيين وغير الكويتيين لدى العراق، وذلك على أثر غزوه لدولة الكويت.

## قرارات مجلس الأمن
بنود قرارات مجلس الأمن الخاصة بالأسرى والمحتجزين الكويتيين
1- القرار (686) 2/3/1991م الخاص بوقف عمليات القتال الهجومية ومطالبة العراق بتنفيذ جميع قرارات الأمم المتحدة ذات الصلة وإلغاء إجراءات الضم وإطلاق سراح الأسرى وإعادة الممتلكات.
- ينص البند (ج) من الفقرة الثانية بالقرار على ما يلي:

(ج) – أن يقوم على الفور وتحت رعاية لجنة الصليب الأحمر الدولية أو جمعيات الصليب الأحمر أو جمعيات الهلال الأحمر، بإطلاق سراح جميع الكويتيين ورعايا البلدان العالم الثالث الذين احتجزهم العراق وأن يعيد أية جثث للموتى من الكويتيين ورعايا البلدان العالم الثالث الذين احتجزهم على ذلك النحو.
2- القرار (687) 3/4/1991م الخاص بوقف إطلاق النار.
- تنص الفقرة (30) بالقرار على ما يلي:

(30) – يقرر، من أجل تعزيز التزامه بتيسير إعادة جميع الرعايا الكويتيين ورعايا البلدان العالم الثالث إلى الوطن، أن يقدم العراق كل ما يلزم من تعاون مع لجنة الصليب الأحمر الدولية، وذلك بتقديم قوائم بأسماء هؤلاء الأشخاص، وتيسير إمكانية وصول لجنة الصليب الأحمر الدولية إلى جميع هؤلاء الأشخاص حيثما يوجدون أو يكونون محتجزين وتيسير بحث لجنة الصليب الأحمر الدولية عن الرعايا الكويتيين ورعايا البلدان العالم الثالث الذين مازلت مصائرهم مجهولة.
- تنص الفقرة (31) بالقرار على ما يلي:
(31) – تدعو لجنة الصليب الأحمر الدولية إلى إبقاء الأمين العام على علم حسب الاقتضاء بجميع الأنشطة التي تضطلع بها فيما يتصل تيسير الإعادة إلى الوطن أو العودة لجميع الرعايا الكويتيين ورعايا البلدان العالم الثالث أو رفاتهم الموجودة في العراق في 2 آب / أغسطس 1990 أو بعده.
3- القرار رقم (1284) 17/12/1999م الخاص بإعادة تاكيد التزامات العراق التي نصت عليها القرارات السابقة في مجالات نزع الأسلحة والأسرى والممتلكات ويحدد الشروط التي يجب على العراق تنفيذها لتعليق العقوبات.
- تنص الفقرة (13) بالقرار على ما يلي:

(13) – يكرر تأكيد التزام العراق، وفاء بتعهده بتيسير إعادة جميع الكويتيين ورعايا البلدان الثالثة المشار إليهم في الفقرة (30) من القرار (687/1991) إلى أوطانهم، وبإبداء جميع أوجه التعاون اللازم مع لجنة الصليب الأحمر الدولية، ويدعو حكومة العراق استئناف التعاون مع اللجنة الثلاثية واللجنة الفرعية التقنية المنشأة لتيسير العمل في هذا المجال.
- تنص الفقرة (14) بالقرار على ما يلي:

(14) – يطلب الأمين العام أن يقدم إلى المجلس تقريراً كل أربعة أشهر عن امتثال العراق لالتزاماته فيما يتعلق بإعادة أو عودة جميع الكويتيين ورعايا البلدان الثالثة، أو رفاتهم، إلى أوطانهم، وأن يقدم كل ستة أشهر تقريراً عن إعادة جميع الممتلكات الكويتية، بما في ذلك المحفوظات، التي استولى عليها العراق، وأن يعين منسقاً رفيع المستوى لهذه المسائل.

## إحصائيات

### إحصائية الضحايا
| ملاحظات       | ذكر  | ذكر   | انثى | انثى  | المجموع |
| العمل الجنسية | مدني | عسكري | مدني | عسكري | المجموع |
| الكويت        | 197  | 156   | 67   | 0     | 420     |
| غير محدد      | 22   | 71    | 7    | 0     | 100     |
| السعودية      | 3    | 6     | 0    | 0     | 9       |
| العراق        | 2    | 1     | 0    | 0     | 3       |
| الأردن        | 7    | 4     | 1    | 0     | 12      |
| إيران         | 3    | 0     | 0    | 0     | 3       |
| مصر           | 0    | 2     | 1    | 0     | 3       |
| الهند         | 1    | 0     | 1    | 0     | 2       |
| البحرين       | 1    | 0     | 2    | 0     | 3       |
| سوريا         | 3    | 0     | 0    | 0     | 3       |
| عمان          | 1    | 0     | 0    | 0     | 1       |
| لبنان         | 1    | 0     | 0    | 0     | 1       |
| أخرى          | 5    | 3     | 2    | 0     | 10      |
| المجموع       | 246  | 243   | 81   | 0     | 570     |

### الأسرى

#### الأعمال
| م        | بيان           | ذكور | إناث | المجموع |
| 1        | القطاع الحكومي | 399  | 1    | 400     |
| 2        | القطاع الخاص   | 28   | 1    | 29      |
| 3        | الطلبة         | 124  | 1    | 125     |
| 4        | ربة بيت        | 0    | 3    | 3       |
| 5        | متقاعد         | 22   | 0    | 22      |
| 6        | لا يعمل        | 25   | 1    | 26      |
| الإجمالي | الإجمالي       | 598  | 7    | 605     |

#### الجنس
| م        | بيان     | العدد |
| 1        | الذكور   | 598   |
| 2        | الإناث   | 7     |
| الإجمالي | الإجمالي | 605   |

#### تفاصيل المدنيين والعسكريين
| م        | بيان                | ذكور | إناث | المجموع |
| 1        | كويتيين (مدني)      | 343  | 6    | 349     |
| 2        | كويتيين (عسكري)     | 191  | 0    | 191     |
| 3        | جنسيات أخرى (مدني)  | 39   | 1    | 40      |
| 4        | جنسيات أخرى (عسكري) | 25   | 0    | 25      |
| الإجمالي | الإجمالي            | 598  | 7    | 605     |

#### تفاصيل الجنسيات الأخرى
| غ. كويتي | السعودية | البحرين | عمان | مصر | لبنان | سوريا | إيران | الهند |
| 30       | 14       | 1       | 1    | 5   | 3     | 4     | 6     | 1     |

#### الأعمار
| م        | حسب الأعمار          | العدد |
| 1        | من 16 سنة إلى 30 سنة | 345   |
| 2        | من 31 سنة إلى 50 سنة | 232   |
| 3        | من 51 سنة إلى 80 سنة | 28    |
| الإجمالي | الإجمالي             | 605   |

## وصلات خارجية
- كشف بأسماء الضحايا
- كشف بأسماء الأسرى